# 立骰

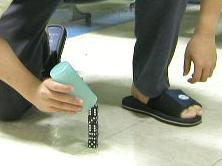
一個立骰表演者示範在地上立起五顆骰子。

立骰（Dice Stacking）是一種桌面特技表演，利用一個杯子（稱為骰杯或骰鐘）、手不碰到骰子地將骰子搖入杯中，然後當表演者動作停住、杯子拿起之際，杯中的骰子完全豎立成一直線狀。利用骰杯搖骰子的技巧本來是一種賭術，技巧高超者據說能夠精確地控制搖出來的點數，而後來這種對於杯中骰子的控制技術慢慢發展成了一種獨立於賭博之外的桌面表演。立骰經常與魔術和雜技結合，某些表演除了讓骰子立成直線外，還能隨心所欲地搖成各種不同的形狀，或者使用不同的道具進行立骰表演，甚至中間穿插魔術手法，讓骰子變色、體積變大或變小等等。
目前立骰的世界紀錄保持人為 Enzo Paolo（他的個人網站 （页面存档备份，存于）），他能夠一次立起 23 顆骰子。

## 道具
一般觀眾看到立骰的神奇表演經常會懷疑所使用的杯子或骰子是否暗藏機關，但通常立骰表演都是純粹靠手法完成的真功夫，杯子跟骰子本身並沒有任何特殊之處。技巧高明的表演者甚至只要給予任何接近杯狀（例如紙筒、空罐、咖啡杯等）跟立方體形狀（如方糖、麻將牌等）的物體，都能夠進行同樣的表演。
剛開始學習立骰時應選擇比較容易上手的道具。骰子不應太小，越小的骰子難度越高，初學者最好使用長寬高一公分以上的骰子較好。邊緣盡量選擇銳利而不要圓滑的骰子，骰子的面要切割得平整而均勻；圓滑的邊緣跟不夠平整的表面都會使得骰子不容易站穩。最好的選擇是如同賭城拉斯維加斯各大賭場慣用的紅色透明骰子，其製作精密，大小剛好，是立骰的最佳選擇。表演者喜歡使用透明骰子的原因是因為，這樣可以立刻消除觀眾懷疑骰子暗藏機關的疑慮。
杯子的材質可以是塑膠或木製。若用塑膠杯，材質不應太脆，因為骰子搖入杯中的衝擊力容易使杯底碎裂。大部分的表演者喜歡使用不透明的杯子，因為他們不希望觀眾在杯子拿起來之前提早看到裡面的骰子已經立好了。杯子的側邊應盡量垂直杯口；大部分市售杯子的側邊往往都是斜的，這會使得立起的骰子比較不直。開口不應太大；杯口越大難度越高。初學者最好先使用杯口能夠剛好覆蓋住四顆骰子兩兩並排的大小比較容易上手。
桌面的材質經常也是考慮的重點。桌面應該平滑而能讓杯子順暢滑動，如果杯口貼在桌面上摩擦會發出噪音就是不理想的選擇。木板、塑膠皮或金屬材質的桌面皆可，不過一般來說，塑膠皮桌面是最好上手的。

## 原理與基本技巧
立骰並不是魔術，它很純粹是一種物理現象的表現，也就是離心力。當骰子在杯中的時候，離心力會使得骰子靠齊在杯子的側邊，使得它們自然而然地排成一直線，而表演者只要平穩地將這排成一直線的骰子靠在桌面上，就形成了骰子奇蹟似地站立起來的景象。
立骰並不難學習，事實上它可能是所有的桌面特技中最容易上手的一種，只要按照正確的方法練習，一般人都可以在一個小時左右學會立起四顆骰子。
立骰的第一個基本動作是剷骰，也就是將擺在桌上的骰子不用手碰而剷入杯中，一邊搖而不掉下來。首先將杯子放在桌上，杯口朝下，手輕輕握住杯子，位置偏下，使得小指靠近杯口。如果使用的杯子較矮，亦可用食指扣住杯底。搖動的正確姿勢是想像杯口指向外面一個固定的圓心以扇形搖動，而非原地轉動（你可以做如下嘗試：將手肘靠在桌上，手指伸直，然後把杯子套在手指上，開始轉動手肘但不要離開桌面，此時杯子應會以扇形的軌跡運動，這就是正確的杯子軌跡）。依此要領，先試著將杯子沿著桌面左右地沿著一個圓弧路徑運動，當杯子擺到左邊時，杯子的狀態應該杯底往左邊橫躺，而當杯子擺到右邊時則是往右邊橫躺。也就是說，手肘擺動的同時，手腕也要跟著轉動，如此來回。當杯子靠近骰子時，杯口會碰觸到骰子，此時立刻轉動手腕，骰子就會因慣性衝入杯中，接著將杯子提高並繼續以基本搖杯動作擺動，骰子就會因為離心力停留在杯子底部，不會掉下來。
依照同樣的方法，繼續剷起第二、第三顆骰子。當動作準備結束時，慢慢將手放低、使杯子重新貼近桌面，然後手肘一邊擺動一邊逐漸將杯子豎直，在最後的一次擺動中，快速地將杯子從右側擺到左側（以右手為例）並停在左側。即使在搖動時骰子尚未在杯中確實排成一直線，最後的這一次快速搖動也經常會使得骰子強迫站起。拿起杯子時，要小心不要讓杯子碰倒了已經立起的骰子；你可以先將杯子往左側移動一點點，使得骰柱位於杯子的中央，這樣拿起時一方面比較不會碰到，另一方面骰柱看起來像是立在杯子的中央，會感覺更神奇。

## 進階動作
拆骰是比較困難的動作。當骰子立起之後，直接從「骰柱」的頂端將一顆骰子用杯子剷下，但是不使得底下的其他骰子倒塌，如此反覆將骰子一顆一顆地拆下，稱為拆骰。拆骰必須要快速而精確，不能讓力道傳達到底下的骰子，不然骰子會在拆骰時一起崩塌。
亦可挑戰以較少的搖動次數將骰子立好。剛開始每顆骰子會需要各搖數下，逐漸減少到每顆骰子只搖一下，到只搖半下（去的時候剷起一顆骰子，回來的時候順便以反方向剷起下一顆骰子，稱為反剷），更進一步到一次剷起兩顆以上。立骰最少可以只用一次搖動就將所有骰子立起，即直接用反剷一次將所有的骰子剷起，然後搖過去的時候直接立好。
更進一步地，可以練習用各種不同的道具搭配，使得任何杯狀物跟立方體物的組合都能表演。亦可試著用更深（但口徑相同）的杯子以立起更多顆骰子。此外可以試著不用任何桌面進行立骰表演，例如將骰子放在手臂上，從手臂上剷骰，並且最後將骰子立在手上（這是藉由將本來已經在杯中排成直線的骰子滑落到手上並用杯子推整齊做到的）或額頭上。此外也可以將骰子拋到空中，直接用杯子將骰子從空中剷下。
此外，立骰不見得一定是只能在桌面上玩的表演，在舞台上亦可進行，此時表演者會用雙手抱住巨大的圓桶，剷起巨大的骰子並在舞台上豎立。前面提到的各種技巧如拆骰，空剷等技巧在物台上亦可使用。

## 道具立骰
雖然立骰表演絕大部分都是靠純粹的手法完成，但某些表演為了增強效果或著為了製造笑點，可能也會使用暗藏機關的道具來進行立骰。幾種機關包括：
- 外表看起來很大，但是內側幾乎只容得下一顆骰子粗度的「窄杯」，這種杯子因為骰子在裡面不得不排成一直線，所以停下來的時候不立起來也不行。
- 骰子有暗藏磁鐵或重鉛等機關。這種骰子不但比較容易立起，而且還能控制使得搖出來的點數一樣。另外邊緣削過的骰子也能在某種程度上達到控制點數的效果。
- 「假骰柱」，也就是根本就黏成一根柱子的骰子。這是在表演過程中趁觀眾不注意偷偷藏進杯子裡的道具。通常表演者會在「立骰」之後立刻自行揭穿這是騙人的以製造喜感跟笑果。